# Andropaus
Andropaus (övergångsålder; av grekiskans ἀνήρ, aner, "man", och παύσις, pausis, "slut", "upphörande") är en benämning på ett tillstånd i en vuxen mans ålder, ofta med början omkring 50 år, som innefattar både fysiska förändringar, som nedsatt erektionsförmåga, och psykiska yttringar, som minskad sexlust, vilka antas ha samband med minskad bildning av testosteron och dehydroepiandrosteron. Förändringarna förekommer med varierande tydlighet hos olika män.
Tillståndet "andropaus" är inom medicinsk vetenskap omdiskuterat och inte erkänt som diagnos av Världshälsoorganisationen i ICD-10. Det finns oenighet kring att definiera andropausen som en företeelse, eftersom symptomen är svåra att mäta och skilja från åldrandets naturliga process hos mannen och att åldersrelaterade hormonförändringar hos mannen inte behöver innebär ett slut på reproduktionsförmågan, olikt kvinnans åldersrelaterade hormonförändringar i övergångsåldern, med menopaus och  klimakterium. 